# Министерство контроля КНР
Министерство контроля КНР (кит. упр. 监察部, пиньинь jiān chá bù), — ведомство Китайской Народной республики, отвечающее за эффективность и прозрачность действий правительства и борьбу с коррупцией чиновников.

## История
Министерство контроля было создано в качестве Народной Контрольной Комиссии в октябре 1949 года, сразу после создания КНР, и переименовано в министерство в сентябре 1954 года. Это министерство было упразднено в апреле 1959 года и восстановлено в июле 1987 года на сессии Всекитайского собрания народных представителей. Вслед за этим были созданы надзорные органы на провинциальном и местном уровнях. 9 мая 1997 года Министерство контроля было официально назначено ведомством, ответственным за исполнение Закона КНР по надзору за государственными учреждениями.
В 2007—2013 годах пост министра контроля занимала Ма Вэнь, с марта 2013 года его занимает Хуань Шусян.

## Перечень министров контроля КНР
- Тань Пиншань (谭平山): октябрь 1949 — сентябрь 1954 (Председатель Контрольной комиссии)
- Цянь Ин (钱瑛): сентябрь 1954 — апрель 1959;
  - С 1959 по 1987 должность была упразднена
- Вэй Цзяньсин (尉建行): 1987 — апрель 1993;
- Цао Цинцзэ (曹庆泽): апрель 1993 — март 1998;
- Хэ Юн (何勇): март 1998 — март 2003;
- Ли Чжилун (李至伦): март 2003—2007;
- Ма Вэнь (жен.)(马馼): август 2007 — март 2013;
- Хуань Шусян (кит. (黄树贤)): март 2013 — настоящее время.